# Un dígito binario dudoso. Recital para Alan Turing
Un dígito binario dudoso. Recital para Alan Turing  es el cuarto disco de Hidrogenesse.
El dúo electrónico Hidrogenesse dedicó parte de 2011 y 2012 a preparar un homenaje al matemático inglés Alan Turing (1912-1954), uno de los padres de la ciencia de la computación, de la inteligencia artificial y que colaboró decisivamente con el gobierno inglés descifrando los códigos nazis durante la Segunda Guerra Mundial.
El homenaje consta de ocho canciones que han escrito sobre la vida, la obra y las ideas del matemático.
Hidrogenesse fueron describiendo el proceso de creación (las canciones, los temas, los sonidos) con informes, imágenes y vídeos que han colgado en una web llamada Turing Bits
El disco obtiene excelentes críticas siendo elegido Disco del Año Nacional para la revista Rockdelux y ganando el Mejor álbum de música electrónica en los Premios de la Música Independiente organizados por la Unión Fonográfica Independiente.
Darío Peña y Stanley Sunday dirigen un videoclip para el tema "Christopher".

## Lista de canciones
| N.º | Título                                            | Letras | Música | Duración |  |
| 1.  | «El beso»                                         |        |        | 6:14     |  |
| 2.  | «Christopher»                                     |        |        | 2:34     |  |
| 3.  | «Love letters»                                    |        |        | 5:25     |  |
| 4.  | «CAPTCHA Cha-Cha»                                 |        |        | 3:06     |  |
| 5.  | «Dígito binario dudoso»                           |        |        | 2:34     |  |
| 6.  | «Enigma»                                          |        |        | 3:38     |  |
| 7.  | «Un mystique determinado»                         |        |        | 3:32     |  |
| 8.  | «Historia del mundo contada por las computadoras» |        |        | 6:34     |  |